# Cresseae
Cresseae, tribus slakovki, dio potporodice  Convolvuloideae. Sastoji se od 12 rodova a tipični je Cressa u neotropima, jugu SAD-a, tropskom Starom svijetu i Mediteranu. 

## Opis
Sufrutescentno bilje do grmlja, rjeđe lijane. Baza lista nije srcasta. Cvjetovi aktinomorfni, obično dvospolni (u Hildebrandtia jednospolni). Čašičasti listići jednaki ili nejednaki, obično nenarasli (narasli u ženskih cvjetova  Hildebrandtia i nekih Seddera spp.) Stila (vrat tučka) dva ili je bifidan. Stigme okruglaste, bubrežaste ili režnjevite. Niti obično ravne, gole. Plod koji se otvara, kapsulast (rijetko utrikularan), 1-4 lokularna, 1-4 sjemenke. Pelud trikolpatan ili pantokolpatan, ne-ehinatan.

## Rodovi
1. Hildebrandtia Vatke (11 spp.)
2. Seddera Hochst. (27 spp.)
3. Cladostigma Radlk. (3 spp.)
4. Evolvulus L. (109 spp.)
5. Cressa L. (5 spp.)
6. Bonamia Thouars (70 spp.)
7. Stylisma Raf. (6 spp.)
8. Wilsonia R. Br. (3 spp.)
9. Itzaea Standl. & Steyerm. (1 sp.)
10. Neuropeltis Wall. (12 spp.)
11. Neuropeltopsis Ooststr. (1 sp.)
12. Keraunea Cheek & Sim.-Bianch. (5 spp.)